# آمر تدلل (البوم)

البوم امر تدلل 1414 هـ إصدار السي دي CD

البوم آمر تدلل، هو البوم غنائي للفنان خالد عبد الرحمن، صدر عام 1994م-1414 هـ‍ من إنتاج مؤسسة الاوتار الذهبية. تكون الالبوم باعمال فرائحية واخرى عاطفية. نفذ العمل باستديو سمير حبيب واستديو عمار الشريعي بالقاهرة. وتم تنفيذ الايقاعات من قبل الايقاعيين خالد الشيباني وهاني الدوسري. تعاون خالد لأول مرة مع الشاعر عبد الرحمن بن أحمد الناصر الشايع الملقب بالشاعر مجازف في أغنية بادلي قلب شعوره في هواك (صدقيني لو ابين غلاك). في هذا الالبوم، افصح خالد عبد الرحمن عن شخصية مخاوي الليل الحقيقية لأول مرة للملأ، وعبّر خالد عن نفسه بكتابة مخاوي الليل بخط صغير اسفل صورته في الالبوم.

## آمر تدلل
آمر تدلل هو عنوان الالبوم من كلمات الشاعرة مها السديري الملقبة بالشاعرة غيوض. وهو التعاون الثالث بينهما حيث التقيا من قبل في البوم لو بكيت والبوم سامريات
- يا مهاجرة باحساس،،،، من كلمات مخاوي الليل والحان خالد عبد الرحمن
- بنساك،،، من كلمات شيمه، وهي للشاعرة حنين. شيمه هو لقب كتبه خالد في الالبوم دون علم الشاعرة لحماية قصيدة «بنساك». وذلك لانتحال عدة شاعرات لاسم حنين.

- بادلي قلبٍ شعوره في هواه.... كلمات الشاعر مجازف والحان خالد عبد الرحمن.

- من نشدني (ودي أشبع منك شوف وما حصلي)... من كلمات الشاعر السامر، والحان خالد عبد الرحمن.